# 출발! 동서남북
《출발! 동서남북》은 대한민국의 KBS에 방송됐던 교양 프로그램이다.

## 기획 의도
1,000명의 지방주민이 직접 참여, 고장의 퀴즈왕을 뽑는 지방순회 프로그램으로 그 고장의 풍물과 명승지를 소개하고 화합과 애향심을 키우는 퀴즈 프로그램이다.

## 방송 시간
- KBS 1TV - 1983년 3월부터 1984년까지 매주 월요일 저녁시간대
- KBS 1TV - 1984년부터 1985년 3월 30일까지 매주 일요일 아침시간대

## 역대 진행자
- 김신환
- 이상용

## 제작진
- 연출 : 안인기, 정동천, 김상원
- 작가 : 남칠현, 김현종